# Budčický mlýn
Budčický mlýn v Budčicích u Vlastějovic v okrese Kutná Hora ve Středočeském kraji je mlýn, který stojí na řece Sázava na jejím 115,9 kilometru u jezu. Je chráněn jako nemovitá kulturní památka České republiky; předmětem ochrany je mlýn čp. 9, bývalé hospodářské stavení čp. 15 a pozemky vymezeného areálu. Mlýn s částečně dochovaným zařízením je technickou památkou.

## Historie
Vodní mlýn v Budčicích je uveden v urbáři z roku 1587. V roce 1802 při něm byla zřízena panská železná huť s vysokou pecí a dvěma hamry. Roku 1866 koupili huť včetně kovacího hamru bratři Josef, Václav, Ludvík, Adolf a Jindřich Svobodovi z Vídně a přestavěli ji. V roce 1874 vysoká pec vyhasla.
O deset let později koupil huť dolnokralovický starosta Antonín Lanz. Stavba ale hrozila sesutím a v roce 1890 byla huť zbořena; z té doby se zachoval ostrov na Sázavě tvořený převážně modrou struskou vzniklou při tavení železné rudy.
Na místě zbořené železářské hutě byl v letech 1892–1893 vystavěn nový mlýn advokátem Josefem Vaňkem z Prahy, který jej pronajímal. K mlýnu náleželo 12 hektarů polí a luk a ostrov na Sázavě. Zaměstnával stárka, dva mlýnské pomocníky, dvě služebné, kočího a sezónní dělníky.
Roku 1928 vdova mlýn prodala. Nový majitel zrušil dvě kola a nahradil je jedním výkonnějším a přebudoval jez. Touto modernizací se však zadlužil, prodal 9 hektarů polí a propustil část zaměstnanců; po odchodu stárka mlýn pronajal za roční nájemné 12 000 Kč.
Roku 1953 byl mlýn nuceně uzavřen. O dva roky později byl na naléhání okolních zaměstnanců opět zprovozněn, roku 1958 opět uzavřen a následující rok znárodněn.
V roce 1990 jej rodina původního majitele restituovala. V roce 1992 bylo obnoveno vodní kolo a roku 1998 byl po opravě zpřístupněn veřejnosti jako muzeum. Při povodních v letech 2002 a 2005 utrpěl mlýn značné škody. Největší však napáchala povodeň v roce 2006, při které bylo zatopeno celé přízemí a bylo poničeno vodní kolo, které se trvale zastavilo.
Dochovalo se původní vybavení z roku 1893, mlýnská technologie i lokální vodní zdroj elektrické energie. Renovované vodní kolo pohání částečně původní elektrický rozvod z mramoru a střídavý generátor. Má také obnovené dřevěné kolo na spodní vodu a Kaplanovu turbínu.

## Popis
Voda na vodní kolo tekla od jezu náhonem a odtokovým kanálem se vracela zpět do řeky. Jez na řece je dlouhý 89 metrů, v roce 1928 byl upraven a postavena nová betonová vorová propust. Roku 1893 měl mlýn 3 kola, nahrazená v roce 1928 jedním výkonnějším. K roku 1930 zde byl uváděn průtok 1,042 m³/s, spád 1,2 metru a výkon 5 k. Malá vodní elektrárna je při mlýně od roku 2015, má jednu Kaplanovu turbínu o výkonu 40 kW.

## Okolí mlýna
U mlýna roste skupina chráněných lip malolistých. V jeho okolí vede vede turistická značená trasa  0001 z Chřenovic do Berouna.